# جورجيتا سافيدس
جورجيتا سافيدس (ولدت في العاشر من فبراير،1973) وهي طبيبة مصرية من أصول يونانية وتعمل في مجال الطب النفسي، وكمديرة لقسم الصحة النفسية.
حصلت على درجة الماجستير في علم النفس لبيئة العمل وأخرى في وأخرى في علم النفس الإكلينيكي. وعلى الرغم أنها ولدت في مصر إلا إنها تنحدر من أسرة يونانية ونشأت بين البلدين. وعلى الرغم أنها ولدت في مصر إلا إنها تنحدر من أسرة يونانية ونشأت بين البلدين.
أدي تنوع الثقافات التي نشأت بها إلى إثراء فضولها في مجال علم النفس، حيث إستثمرت خبراتها المهنية التي تعرضت لها خلال 25 عاماً.(منذ 1991إلى وقتنا الحالي).

## التعليم
حصلت على درجة الماجستير في الإكلينك والصحة العامة للإدمان من جامعة كينجز بالمركز الوطني للإدمان بمعهد الطب النفسي، المملكة المتحدة. ثم حصلت على درجة الدكتوراة مع تخصص في علم النفس والإرشاد من جامعة سيِتي، المملكة المتحدة. كما حصلت على شهادة كفاءة من المستوى الأول والثاني في الاستشارات المهنية والتنظيمية والنفسية من جامعة سيتي، المملكة المتحدة.
وفي وقت لاحق حصلت على درجة الدكتوراة الثانية بتخصص في علم النفس المهني من جامعة سوث كاليفورنيا بالولايات المتحدة الأمريكية.

## مسيرتها المهنية
بدأت دكتور جورجيتا تدريبها في مجال علم النفس في عام 1990، وتعمل منذ ذلك الحين في هذا المجال.كما إكتسبت العديد من الخبرات وعمل الأبحاث وتدريب في عدد من المعاهد في المملكة المتحدة ومصر، وعملت مع العديد من الحالات النفسية المتفاوتة في شدة وطبيعة كل حالة، وذلك باستخدام أحدث أساليب العلاج السلوكي، كما أن لديها خبرة واسعة في التعامل مع المخدرات، أدمان الكحوليات، والاضطرابات السلوكية والنفسية، واضطرابات الطعام، والاستشارات الزوجية والأسرية، كما تعمل كمحاضرة وتوفر فرص للتدريب لطلاب الدراسات العليا وورش العمل والعروض التقديمية، بالإضافة إلى لإشراف على نشر أبحاث طلاب الدراسات العليا.
وفي عام 2005 إنضمت إلى مستشفى بهمان كرئيس للخدمات النفسية، وعملت أيضاً في القطاعات التعليمية التي تدير قسم علم النفس في كلية الأعمال بأثينا باليونان، كما درست علم النفس بالجامعة الأمريكية بالقاهرة.
وفي عام 2009 إفتتحت عملها الخاص حيث ترى العملاء بشكل فردي وذلك باستخدام منهج علاج السلوك المعرفي وإدارة التدريب، وتقديم البرامج التعليمية في مجال الإرشاد، فضلاً عن ممارسة علم النفس المهنى في العديد من المشاريع مع قطاعات الشركات الرائدة، والتعامل مع التوظيف، وبناء الفريق، وبناءالقدرات، والتدريب والإٍتشارات في الموضوعات الأخري ذات الصلة.

## العضوية في الجمعيات الدولية
- 1999 جمعية علم النفس البريطانية.
- 2002 السجل الوطنى للمستشارين في المملكة المتحدة.
- 2002 الجمعية البريطانية للإرشاد والعلاج النفسي.
- 2003 المركز الوطنى لإضطرابات الطعام.
- 2003 الجمعية البريطانية للسلوك المعرفي النفسي.